# Jammy Smears
Jammy Smears es un disco de Ivor Cutler. Su fecha de lanzamiento fue 1976, y fue el último de los tres álbumes que Cutler grabó bajo la firma Virgin Records, y al igual que en los dos anteriores, contó con la presencia de Phyllis King, que en este disco también recitará seis poemas e historias breves escritos por ella.

## Canciones
Todas las canciones son de Ivor Cutler excepto las mencionadas.
Cara A
1. "Bicarbonate of Chicken" – 0:50
2. "Filcombe Cottage, Dorset" – 0:22 (Phyllis King)
3. "Squeeze Bees" – 2:24
4. "The Turn" – 0:30
5. "Life in a Scotch Sitting Room, Vol. 2 Ep. II" – 3:54
6. "A Linnet" – 0:25 (King)
7. "Jumping and Pecking" – 0:44
8. "The Other Half" – 0:46
9. "Beautiful Cosmos" – 2:10
10. "The Path" – 0:40
11. "Barabadabada" – 1:02
12. "Big Jim" – 3:01
13. "In the Chestnut Tree" – 1:29
14. "Dust" – 1:02 (King)
15. "Rubber Toy" – 2:03
16. "Fistyman" – 0:08

Cara B
1. "Unexpected Join" – 0:12
2. "A Wooden Tree" – 2:13
3. "When I Stand on an Open Cart" – 0:38
4. "High Is the Wind" – 1:26
5. "The Surly Buddy" – 4:16
6. "Pearly-Winged Fly" – 0:41 (King)
7. "Garden Path at Filcombe" – 0:40
8. "Paddington Town" – 1:34
9. "Cage of Small Birds" – 0:18 (King)
10. "Life in a Scotch Sitting Room, Vol. 2 Ep. 6" – 3:09
11. "Irk" – 0:23
12. "Lemon Flower" – 1:02
13. "Red Admiral" – 0:47 (King)
14. "Everybody Got" – 2:08
15. "The Wasted Call" – 4:26 (with King)